# Quercus petraea
Quercus petraea, el roble albar es un árbol de fronda perteneciente a la familia de las fagáceas. Es muy parecido a Quercus robur, que recibe muchas veces el mismo nombre, aunque suele ser menos robusto que este, alcanza más altura en bosque denso creciendo más recto.  Está clasificada en la sección Quercus, que son los robles blancos de Europa, Asia y América del Norte. Tienen los estilos cortos; las bellotas maduran en 6 meses y tienen un sabor dulce y ligeramente amargo, el interior de la bellota tiene pelo. Las hojas carecen de una mayoría de cerdas en sus lóbulos, que suelen ser redondeados.

## Características
Puede alcanzar hasta 45 m o más de altura, tiene una copa bastante regular, más o menos aovada o redondeada y tronco de corteza grisácea o parduzca, muy resquebrajada en los ejemplares viejos. Las hojas son caducas, alternas, simples, con el margen hendido en lóbulos redondeados y de contorno más o menos aovado, tienen en cambio un peciolo más desarrollado, de hasta 2,5 cm, se estrechan en cuña o acaban en forma redondeada en la base, sin aurículas y conservan algunos pelos en su cara inferior, especialmente en la axila o encuentro de los nervios. Las flores femeninas y los frutos nacen sentados sobre las ramillas o sobre pedúnculos muy cortos y no son nunca colgantes; la bellota es ovoide y tiene el cascabillo con abundantes escamas.

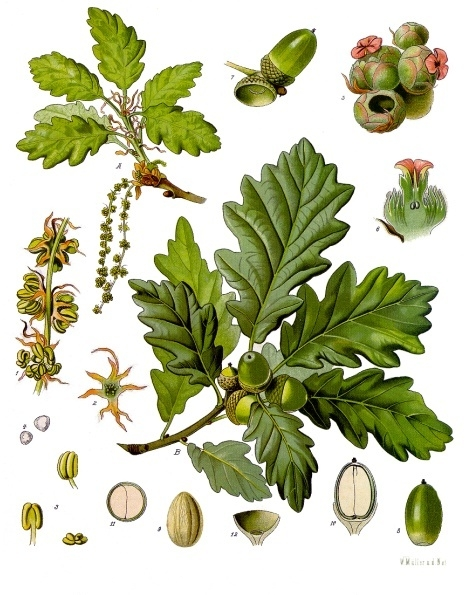
ILustración

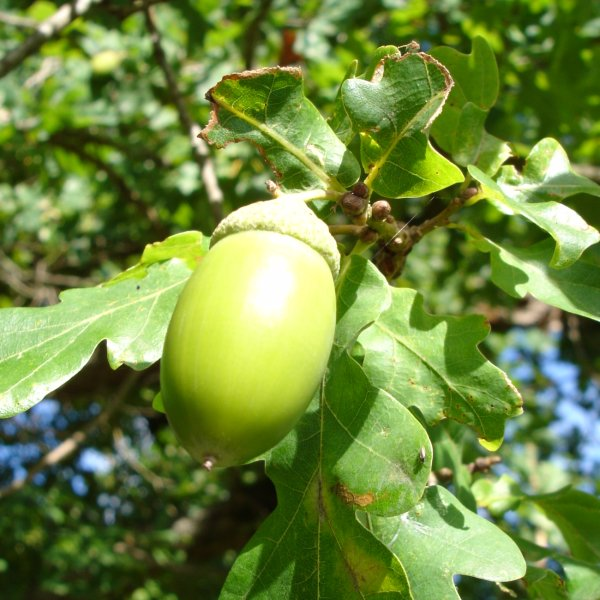
Fruto

Florece de abril a mayo, algo más tarde que el carballo en las mismas localidades; las bellotas maduran a finales de septiembre o en octubre.

## Hábitat
Habita las laderas y faldas de las montañas, soportando suelos más secos y menos profundos que el carballo, ya que incluso vive entre rocas. Alcanza hasta los 1800 m de altitud, desarrollándose en suelos tanto calizos como silíceos. Puede entrar en contacto con el haya, abedul, pino albar y otros robles, con los que forma fácilmente híbridos.

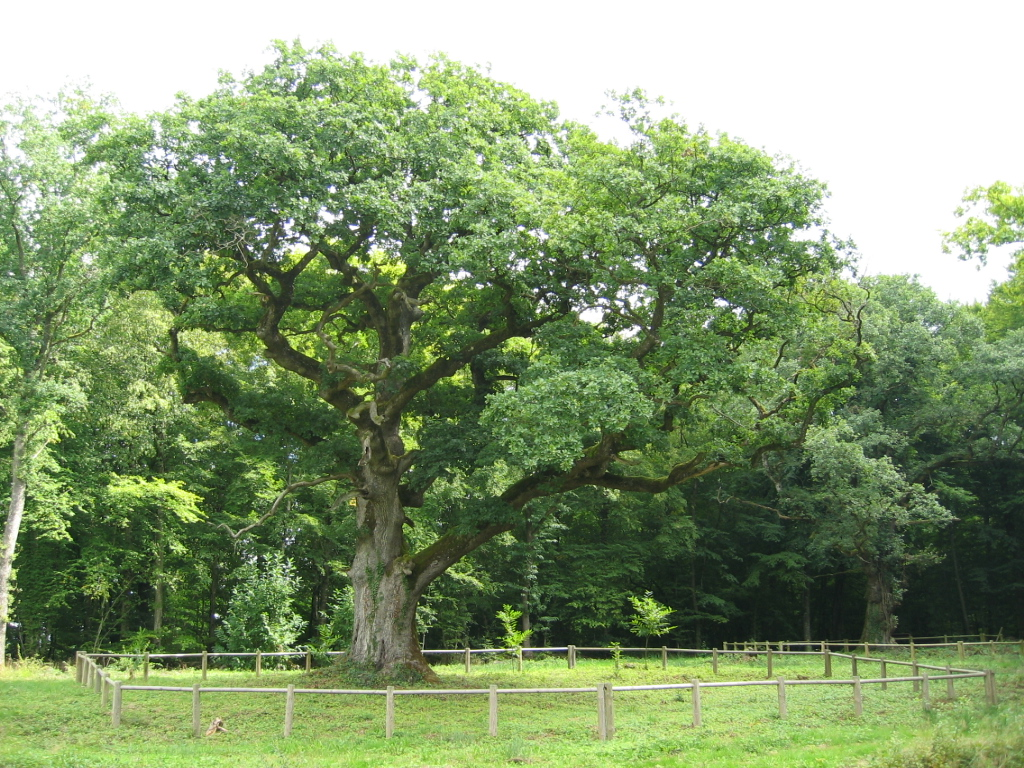

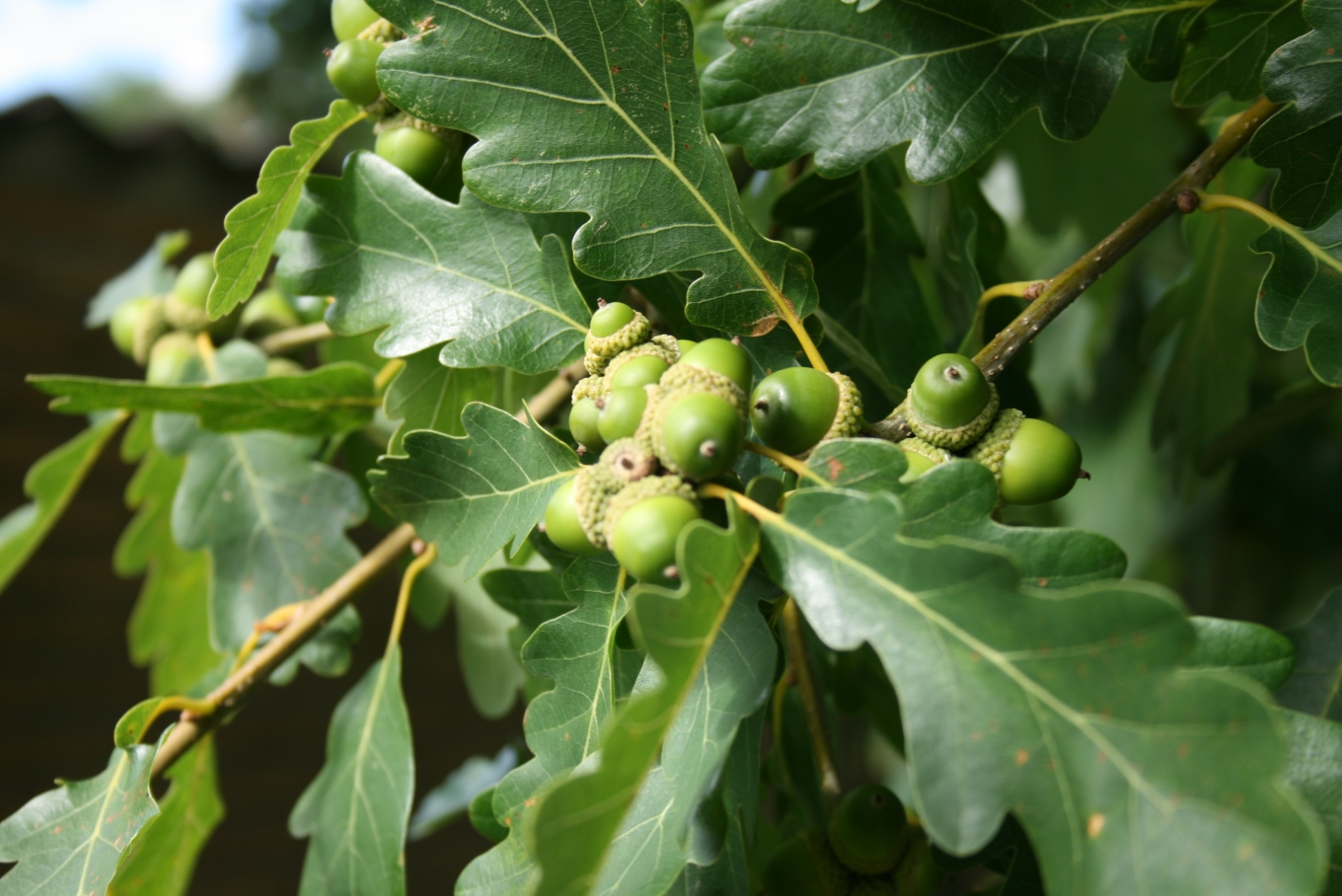
Las hojas tienen un peciolo de 2-2,5 cm, mientras que las bellotas no tienen pedúnculos o lo tienen muy corto.

## Distribución
En el oeste, centro y sur de Europa, en Asia occidental. En la península ibérica aparece disperso por su mitad septentrional; falta en gran parte del noroeste y desciende en latitud, hasta el sistema Central y Serranía de Cuenca, donde alcanza su límite meridional. No llega a Portugal ni a las Baleares.
En España, aunque son escasas las formaciones relativamente bien conservadas de Quercus petraea, peden encontrarse de modo fragmentario a lo largo de toda la cordillera Cantábrica y en ambos extremos de los Pirineos. En la Cantábrica son importantes en su sector occidental en los macizos de Ancares y el Caurel, destacando los bosques de Vilarello de Donís y de la cuenca alta del río Lor. El bosque de Muniellos, en las proximidades de Cangas de Narcea, y lo de los inmediatos valles del Monasterio de Hermo y Coto están constituidos por poblaciones hibridógenas de Quercus robur y Quercus petraea (Quercus x rosacea). En Cantabria pueden encontrarse ejemplares en el sur de la provincia, donde cabe destacar los Robles Milenarios de Bustillo del Monte. Se presentan asimismo estos robledales en el norte de las provincias de León, Valle del Rudrón en la provincia de Burgos, y Palencia; en estas últimas, en las estribaciones meridionales de la sierra de Híjar (Barruelo de Santullán) y en la comarca de Mena y la Losa.
En Navarra merecen citarse las formaciones del macizo Oroz-Betelu, en la ceunas altas del río Urrobi e Irati sobre areniscas triásicas y, en Cataluña los bosques del Vallés Oriental y las comarcas de La Selva, La Garrocha, sierra de la Albera y las Guillerías. En el sistema Ibérico septentrional tiene un distribución generalmente escasa y residual. En todos estos puntos aparecen bosques muy fragmentarios en los que se presentan numerosas poblaciones híbridas con
Quercus humilis  (Quercus x calvescens) e incluso Quercus canariensis (Quercus x viveri). Con frecuencia aparecen ejemplares con caracteres referibles a la, aparentemente relicta, subespecie huguetiana (=Quercus mas).
En la vertiente norte pirenaica, como la influencia atlántica se extiende ampliamente al pie de la cordillera hasta las llanuras francesas de Lannemezan y las cuenca del río Garona, penetrando profundamente por los valles, los robledales de Quercus petraea se localizan en el interior e ésts por encima de los robledales de Quercus robur y los bosques mixtos planocaducifolios. En los Pirineos orientales franceses, muy mediterráneos, son escasos los robledales albares, lo cual contrasta con su relativamente importante presencia en la vertiente meridional, donde existe un espacio transicional mediterráneo-atlántico o submediterráneo muy húmedo que le resulta especialmente favorable
Finalmente merece la pena hacer referencia a la presencia del roble albar en la serranía de Cuenca (Sierra de Valdemeca), donde alcanza su límite meridional absoluto en la península ibérica. Aquí no forma bosques, pero aparece frecuentemente salpicando melojares y pinares de Pinus sylvestris que predominan en las zonas de sustratos descarbonatados (pizarras, areniscas) de la citada sierra (entre los 1500 y 1800 m).

## Taxonomía
Quercus petraea fue descrita por (Matt.), Liebl. y publicado en Fl. Fuld. 403. 1784.
Etimología
Quercus: nombre genérico del latín.
Sinonimia
- Quercus auzin Secondat ex Bosc
- Quercus esculus L.
- Quercus latifolia Bubani
- Quercus mas Thore
- Quercus petraea subsp. huguetiana Franco & G. López
- Quercus petraea subsp. mas (Thore) C.Vicioso
- Quercus petraea subsp. petraea (Matt.) Liebl.
- Quercus robur subsp. sessiliflora (Salisb.) A.DC.
- Quercus robur var. petraea Matt.
- Quercus robur var. sessiliflora (Salisb.) Hook.f.
- Quercus ruscinonensis Debeaux
- Quercus sessiliflora var. parvifolia Lázaro Ibiza
- Quercus sessiliflora Salisb.
- Quercus sessilis var. puigii Sennen ex A.Camus
- Quercus sessilis var. ruscinonensis (Debeaux) Rouy
- Quercus sessilis Ehrh. ex Schur[3]

## Nombre común
Albar, alcorque, barda, cajiga, carbayo, cassa, jaro, llata, marfueyo, roble, roble albar, roble albar-almezo, roble albero, roble carballo, roble común, roble de fruto sentado, roble de fruto sentado y axilar, roble de montaña, roble enciniego, roble macho, roble matiego, roble matizo, roble propio, robre, robri, roure, tocorno, veceña.